# Putkopstruikdwergspin
De putkopstruikdwergspin (Entelecara flavipes) is een spinnensoort in de taxonomische indeling van de hangmatspinnen (Linyphiidae).
Het dier komt uit het geslacht Entelecara. Entelecara flavipes werd in 1834 beschreven door John Blackwall.